# Vereniging Provinciale Monumentenwachten Nederland
MonumentenwachtNL is de werknaam van de Vereniging Provinciale Monumentenwachten Nederland, de vereniging die zich in Nederland bezighoudt met inspectie van monumenten, meer in het bijzonder het overkoepelen van de provinciale monumentenwachten. Deze monumentenwachten zijn de onafhankelijk onderhoudsadviseurs voor rijks- en gemeentemonumenten en voeren inspecties uit. 
De vereniging is opgericht in 2014, maar daarvoor bestond er een organisatie Monumentenwacht Nederland. 

## Doel en taken
Het doel van de vereniging is het in zo goed mogelijke staat overdragen van het monumentale Nederlandse erfgoed aan volgende generaties. 
De vereniging ondersteunt de provinciale verenigingen en behartigt hun belangen. Verder wordt  binnen de vereniging is een belangrijk streven het harmoniseren van het werk de provinciale leden, bij de inspectie van monumenten, bij de advisering aan de beheerder van het monument en bij de arbeidsomstandigheden. Daartoe organiseert de vereniging cursussen. Ook geeft  de vereniging voorlichting over het merk ‘Monumentenwacht’ en bewaakt het de status de onafhankelijke ervan. Ten slotte onderhoudt zij contact met andere partijen in de monumentenwereld, zoals de Rijksdienst voor het Cultureel Erfgoed.
In elke Nederlandse provincie is een Monumentenwacht; deze heeft een vertegenwoordiger in het bestuur van de vereniging. Van de Monumentenwachten zijn de Monumentenwacht Fryslân, Monumentenwacht Groningen, Monumentenwacht Drenthe, Monumentenwacht Flevoland, Monumentenwacht Noord-Holland, Monumentenwacht Overijssel, Monumentenwacht Gelderland, Monumentenwacht Utrecht, Monumentenwacht Noord-Brabant en Monumentenwacht Limburg zelfstandig. Daarnaast zijn er Erfgoedhuis Zuid-Holland met een Afdeling Monumentenwacht Zuid-Holland en Erfgoed Zeeland met een Afdeling Monumentenwacht Zeeland.